# Parakuhlia macrophthalmus
Parakuhlia macrophthalmus - gatunek ryby z rodziny luszczowatych, jedyny przedstawiciel rodzaju Parakuhlia. Poławiana gospodarczo.

## Występowanie
Wschodni i środkowy Ocean Atlantycki, na głębokości ok. 20–30 m p.p.m. 

## Charakterystyka
Dorasta do 20 cm długości.